# Shōji Nishimura
Pour les articles homonymes, voir Nishimura.
Shōji Nishimura  (西村 祥治, Nishimura Shōji), né le 30 novembre 1889 et mort au combat le 25 octobre 1944, est un vice-amiral de la Marine impériale japonaise qui a exercé plusieurs commandements importants pendant la Seconde Guerre mondiale. Il disparait avec son navire amiral, le Yamashiro  coulé par la VIIe Flotte américaine, dans le dernier engagement de cuirassés de l'Histoire, lors de la bataille du détroit de Surigao.

## Carrière

### Avant la guerre du Pacifique
Admis à l'Académie navale impériale du Japon en 1911, dans la 39e promotion, diplômé 69e sur 148 élèves, il embarque comme midship (Shōi Kōhosei), sur le croiseur cuirassé Aso (ex-russe Bayan) et sur le cuirassé pré-Dreadnought Mikasa. Comme enseigne de vaisseau (Shōi et Chūi) de 1912 à 1917, il retrouve le croiseur cuirassé Aso, sert sur le croiseur de bataille Hiei.  Il suit les cours de l'École de Canonnage et de l'École de Torpillage, embarque ensuite sur le destroyer Yugiri et sur le croiseur cuirassé Yakumo, puis sur le croiseur de bataille Haruna. Comme lieutenant de vaisseau (Daii) de 1917 à 1922, il suit les cours de l'École de Guerre navale. Il est ensuite officier de navigation du transport Seito, puis il embarque sur les destroyers Kawakaze et Tanikaze, sur la corvette Yamato (en), sur le cuirassé pré-Dreadnought (ex-russe) Hizen, sur le croiseur léger Yura, alors en achèvement, et sur le croiseur léger Oi.  Comme capitaine de corvette (Shōsa) de 1924 à 1929, il embarque sur le croiseur cuirassé Nisshin puis il reçoit le commandement des destroyers Kiku, Wakatake (d'abord sous le nom de "destroyer no 2"), Urakaze, Mikazuki. Comme capitaine de frégate (Chūsa) de 1929 à 1934, il commande le destroyer Shirakumo,  puis il reçoit le commandement du 26e groupe de destroyers. Capitaine de vaisseau (Daisa), il reçoit, en 1934, le commandement du 19e groupe de destroyers. Fin 1937, il reçoit le commandement du croiseur lourd Kumano, puis, en mai 1939,  du cuirassé rapide Haruna après sa reconstruction. Le 1er novembre 1940, il succède au contre-amiral Kurita à la tête de la 4e Escadre de Destroyers, et est promu contre-amiral, le 15 novembre.

### À la tête de la4eEscadre de Destroyers
Le contre-amiral Nishimura a mis sa marque, le 26 novembre 1941, sur le croiseur léger Naka, en tant que commandant de la 4e Escadre de Destroyers.  

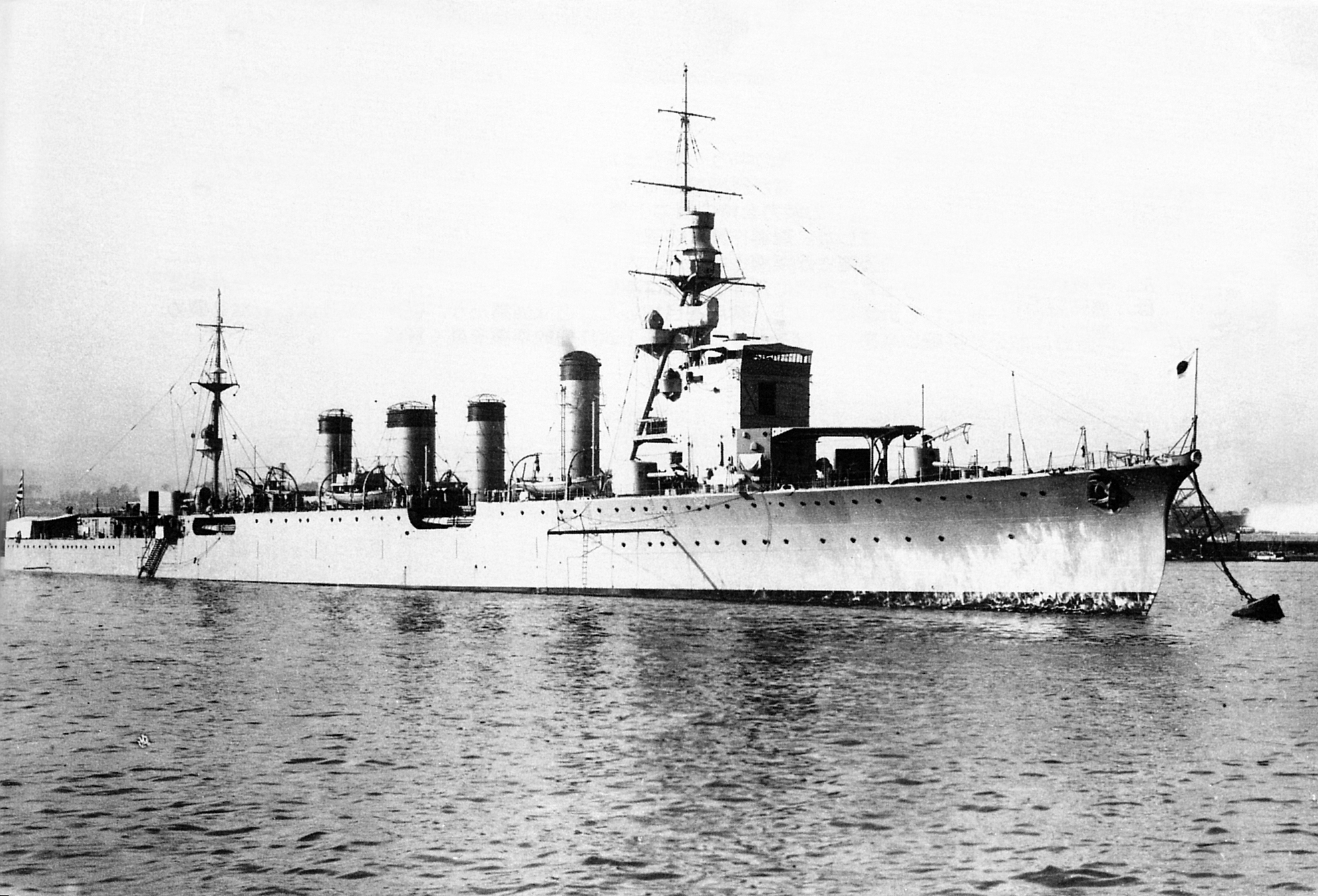
Le Naka, ici à sa mise en service en 1925, a été le navire amiral du commandant de la 4e Escadre de Destroyers, jusqu'en avril 1942

Rattachée à la 3e Flotte, la 4e Escadre de Destroyers a d'abord participé à l'attaque des Philippines, lors de débarquements sur Luçon  près de Vigan (10 décembre 1941), puis dans le golfe de Lingayen (22 décembre 1941). Fin janvier, elle couvre le débarquement à Balikpapan, à Borneo, où quatre destroyers anciens américains attaquent avec succès des transports japonais, le 24 janvier. Fin février 1942, elle couvre l'attaque de Java, et participe à la bataille de la mer de Java (27-28 février 1942). Le destroyer Asagumo de la 9e Division de Destroyers, qui appartient à la 4e Escadre coule le destroyer britannique HMS Electra, qui escortait le petit croiseur lourd HMS Exeter. En participant à l'occupation de l'île Christmas, le Naka est endommagé par une torpille reçue de l'USS Seawolf, le 1er avril 1942, et doit aller se faire réparer à Singapour.

### Commandant de la7eDivision de Croiseurs
Fin juin 1942, le contre-amiral Nishimura prend le commandement de la 7e Division de Croiseurs (les croiseurs Suzuya et Kumano), exercé précédemment par le contre-amiral Kurita, promu vice-amiral le 1er juin, et nommé à la tête d'une division de Cuirassés. La 7e Division étant rattachée à la 3e Flotte du vice-amiral Nagumo, le contre-amiral Nishimura participe, dans cette position, aux batailles des Salomon orientales et des îles Santa Cruz .
Ayant sa marque sur le Suzuya et avec le Maya, tous deux rattachés à la 8e Flotte du vice-amiral Mikawa début novembre 1942, il effectue, le 13 novembre 1942, un violent bombardement du terrain d'aviation d'Henderson Field, à Guadalcanal. 
En 1943, la 7e Division effectue plusieurs missions de couverture de renforts de troupes contre les attaques américaines en mer des Salomon, et participe à de vaines sorties en riposte aux raids américains dans le  Pacifique central contre Tarawa, Makin, Wake, les îles Marshall. Promu vice-amiral le 1er novembre 1943, Shōji Nishimura quitte la 7e Division de croiseurs et rejoint l'État-Major Général de la Marine, fin mars 1944.

### À la tête de la2eDivision de Cuirassés, à la bataille du détroit de Surigao
Dans le cadre du Plan Sho-Go de défense des Philippines, il reçoit le commandement de la Force “C”, c'est-à-dire de la 2e Division de Cuirassés (le Yamashiro et le Fusō), le croiseur Mogami et quatre  destroyers, au sein de la Force d'Attaque de Diversion no 1 du vice-amiral Kurita.
Partie du mouillage des îles Lingga, le 18 octobre, la Force d'Attaque de Diversion no 1 relâche du 20 au 22, en baie de Brunei à Borneo, où elle se scinde en deux, la Force “C” du vice-amiral Nishimura passant par le détroit de Balabac et la mer de Sulu, pour entrer dans la golfe de Leyte par le détroit de Surigao, au sud, le vice-amiral Kurita, avec cinq cuirassés et dix croiseurs lourds, devant longer la côte ouest de Palawan pour gagner la mer de Sibuyan et franchir le détroit  de San-Bernardino pour contourner par le nord et l'est l'île de Samar et entrer dans le golfe de Leyte par le nord, les deux forces réunies devant attaquer, le 25 octobre au matin, les forces amphibies américaines qui ont débarqué sur la côte orientale de l'île de Leyte et repartir par le détroit de Surigao.
Le vice-amiral Nishimura va exécuter sa mission à la lettre. Le 24 octobre au matin, un hydravion du Mogami repère quatre-vingt transports en train de débarquer, sous la protection de quatre cuirassés et deux croiseurs, dans le sud du golfe de Leyte, et de nombreux destroyers dans le détroit de Surigao. Quelques heures  plus tard, attaqué, au large de l'île de Negros par l'aviation embarquée du Task Group 38.4, le plus au sud du dispositif de la IIIe Flotte commandée par  l'amiral Halsey, il n'en est pas ralenti, mais il va devoir affronter des forces bien plus considérables que celles qu'il a repérées. C'est au Groupe d'Appui Feu de la VIIe Flotte (Task Group 77.2) du contre-amiral Oldendorf, renforcé du Groupe d'Appui Rapproché (TG 77.3), qu'il incombera d'arrêter la Force du vice-amiral Nishimura. Or, le contre-amiral Oldendorf disposait pour cela de six cuirassés anciens dont cinq avaient subi l'attaque de Pearl Harbor, de huit croiseurs lourds ou grands croiseurs légers, de vingt-six destroyers et de trente neuf vedettes lance-torpilles (PT boats) . Au milieu de la nuit du 24 au 25 octobre, le vice-amiral Nishimura engagea la Force "C" dans le détroit de Surigao, sans savoir si le rendez-vous avec le reste de la Force d'Attaque du vice-amiral Kurita aurait lieu comme prévu. Or le vice-amiral Kurita avait été retardé de plusieurs heures par les attaques aériennes de la IIIe Flotte américaine qui lui avait coulé le cuirassé géant Musashi en mer de Sibuyan. De plus, le vice-amiral Nishimura  n'a pas attendu la 5e Flotte du vice amiral Shima,, qui se trouvait à moins de soixante de nautiques derrière lui, avec deux croiseurs lourds et un croiseur léger, mais, les modalités précises de leurs interventions avaient été fixées, après leurs appareillages, sans qu'ils aient eu la possibilité de se coordonner. 
Après avoir repoussé les attaques des PT boats, la Force "C" subit, à partir de 3 h, les attaques des destroyers, qui ont coulé deux destroyers japonais, et endommagé considérablement les deux cuirassés, au point qu'à 3 h 49, le Fusō a explosé et s'est coupé en deux, les deux parties dérivant en flammes dans le détroit, avant de couler. Sur le Yamashiro, le vice-amiral Nishimura a continué d'avancer. Son dernier message a été: « Nous avons reçu une attaque à la torpille. Vous devez avancer et attaquer tous les navires ». Quelques minutes plus tard, les croiseurs puis les cuirassés du Groupe Appui Feu du contre-amiral Oldendorf, en position de « barrer le T » de l'escadre japonaise, ont ouvert le feu. Le tir des cuirassés américains a dépendu des performances de leurs radars de direction de tir. L'USS West Virginia et l'USS Tennessee, qui avaient bénéficié d'une véritable reconstruction après Pearl-Harbor ont tiré respectivement seize et treize salves, l'USS California neuf, l'USS Maryland six, l'USS Mississippi une, pour décharger ses canons après la bataille, et l'USS Pennsylvania aucune. Dans le même temps, des destroyers américains ont continué leurs attaques, au point que le contre-amiral Oldendorf a dû ordonner de suspendre le feu, à 4 h 10, le destroyer américain USS Albert W. Grant (DD-649), aventuré, étant pris sous des tirs amis. À 4 h 19, le Yamashiro, en flammes, a été envoyé par le fond, et le croiseur lourd Mogami a été contraint de se replier vers le sud, ne gouvernant plus, avant d'être coulé par l'aviation embarquée américaine. De la Force "C", seul le destroyer Shigure aura survécu à cette bataille qui a été le dernier engagement entre cuirassés de l'histoire.